# Kristi förklarings dag
Kristi förklarings dag är en Kristusdag, till minne av lärjungarnas besök på Förklaringsberget och Kristi förklaring.
Den infaller i Svenska kyrkan 15 veckor efter påskdagen, vilket år 2020 var 26 juli. Den liturgiska färgen är vit. I Katolska kyrkan firas dagen den 6 augusti, men Svenska kyrkan har, liksom Evangelisk-Lutherska kyrkan i Finland, sedan reformationstiden ersatt den med Sjunde söndagen efter trefaldighet. I vissa protestantiska samfund i USA, till exempel Evangelical Lutheran Church in America, firas Kristi förklaring söndagen före askonsdagen, som avslutning på trettondedagstiden. I Östkyrkan är den en stor festdag.
Temat för dagens bibeltexter enligt Den svenska evangelieboken är Jesus förhärligad:, och en välkänd text är den text ur Matteusevangeliet där Petrus, Jakob och Johannes följde Jesus upp på ett högt berg och fick se även Mose och Elia i en syn och höra en röst från himlen:
"Detta är min älskade son, han är min utvalde. Lyssna till honom."

## Svenska kyrkan

### Texter
Söndagens tema enligt 2003 års evangeliebok är Jesus förhärligad. De bibeltexter som används för att belysa dagens tema är:
| Första årgången                                                              | Andra årgången                                                                 | Tredje årgången                                                           | Psaltarpsalm       |
| Andra Moseboken 24:12-18 Andra Petrusbrevet 1:16-18 Matteusevangeliet 17:1-8 | Andra Moseboken 34:27-35 Andra Korinthierbrevet 3:9-18 Markusevangeliet 9:1-13 | Andra Moseboken 40:34-38 Uppenbarelseboken 1:9-18 Lukasevangeliet 9:28-36 | Psaltaren 89:12-18 |